# Tormento (strumento musicale)
Il tormento è uno strumento musicale del tipo idiofono a percussione diretta.

## Caratteristiche
È un tavolino portatile con quattro gambe pieghevoli. Ha una doppia copertura e tra entrambe, all'interno, diverse serie di tappi per bevande in metallo. Ce ne sono con una copertura di latta ed altri con tavolette sciolte, ma sempre con i tappi. 
Il tormento da sala da ballo fu introdotto in Cile ai tempi della colonizzazione. Era una scatola di 30 centimetri di lunghezza per 20 centimetri di larghezza e 10 a 15 centimetri di altezza, con quattro gambe pieghevoli. La sua copertura superiore era formata da una serie di tavolette sciolte intrecciate in una sorta di flangia, in modo che non si staccassero. Per consentire un maggiore volume, non aveva una copertura inferiore. Dentro aveva attaccata una specie di sonagli metallici e si percuoteva sopra la copertura con una bacchetta.
L'attuale tormento, usato in chinganas e ramadas, è più grande. Misura da 50 a 60 centimetri di lunghezza di circa 35 a 45 centimetri di larghezza.

## Utilizzo
Il tormento si suona con le dita, con i ditali o semplicemente con le mani. Un'altra variante è una scatola che viene posizionata sulle ginocchia e, infine, una scatola che viene portata al collo con una tracolla, che consente di percuoterla in piedi. Si utilizza per accompagnare cuecas, tonadas e danze contadine della zona centrale e del Chico settentrionale del Cile.